# ZUZU (fumettista)
ZUZU, pseudonimo di Giulia Spagnulo (Salerno, 11 gennaio 1996), è una fumettista e illustratrice italiana.

## Biografia
Giulia Spagnulo è nata a Salerno, dove durante l'ultimo anno di liceo classico scopre il mondo del fumetto d’autore leggendo LMVDM. Terminate le superiori, si trasferisce a Roma per studiare Illustrazione allo IED, laureandosi nel 2017. Il nome d'arte deriva dal nomignolo vezzeggiativo "Zuzù" datole dal padre da bambina.
A settembre 2017 Coconino Press annuncia il nuovo corso editoriale, sotto la guida di Ratigher, e la futura uscita di alcuni esordi tra cui Cheese di ZUZU, la più giovane autrice mai pubblicata dalla casa editrice. Cheese, nato in una forma embrionale come tesi di laurea allo IED, viene completato nei mesi successivi con la supervisione di Gipi.
Nel 2018 ha partecipato al progetto "Fumetti nei Musei" promosso dal MiBACT e da Coconino Press con la storia Super Amedeo per il Museo Archeologico Nazionale di Napoli.

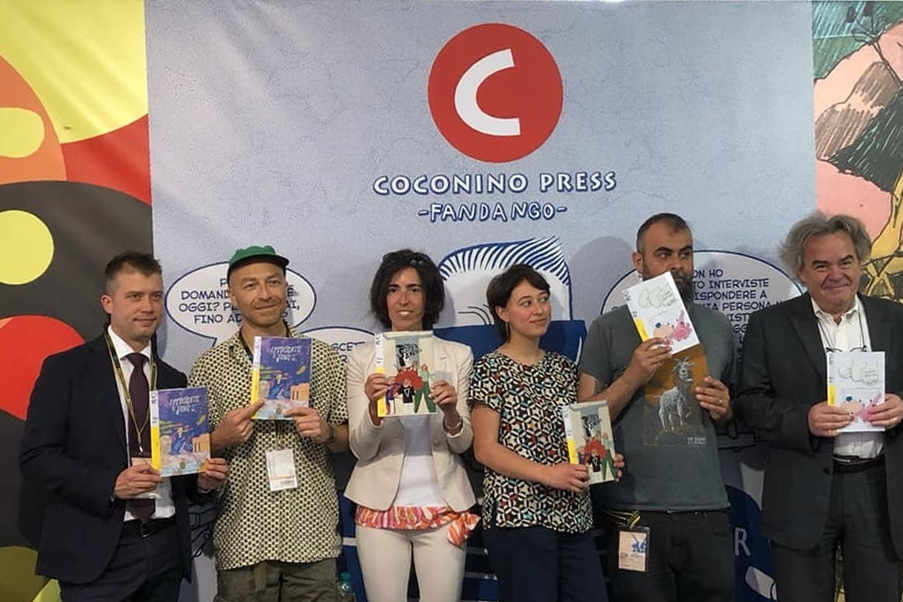
ZUZU (quarta da sinistra) al Napoli Comicon 2018

Ha collaborato con Internazionale, Smemoranda, Jacobin Italia, l'edizione tedesca de Le Monde diplomatique, la svizzera Woz, La Revue Dessinée Italia, Collana Isola, Umberto Baccolo's (n)INFOmaniac, Agenda Ritardo, Scomodo, Cam4shots, Profondissima, Macondo, Comic Sons, Barking Dogs & Tiny Bones, Partyzine, This is Not a Love Song (disegnando la VHS illustrata de La notte di Michelangelo Antonioni e la cassetta di Vinavil di Giorgio Poi) e ha realizzato la copertina dell’album Childhood di Ed Mud. Nel marzo 2019 un suo disegno è tra le 18 opere selezionate (cui se ne aggiungono 12 online) per la mostra COMA_GALLERY dei Coma_Cose a Milano, in occasione dell’uscita dell’album Hype Aura. Ha collaborato con i marchi Fantabody, Gucci, Saucony, e Valentino.
A marzo 2019 ha esordito con Cheese, ristampato a una settimana dall’uscita, che le è valso recensioni piuttosto positive, venendo segnalata tra i nuovi nomi del fumetto italiano.
Ad aprile 2019 è tra i cinque partecipanti della mostra MNPSZ al Napoli Comicon, insieme a Maicol & Mirco, Giacomo Nanni, Enrico Pantani e Roberta Scomparsa.
Il 5 luglio 2019 Cheese di ZUZU vince il premio per la categoria Romanzo a Fumetti del 47º Premio Satira Politica Forte dei Marmi. A settembre 2019 vince il Premio Cecchetto come Autore Rivelazione al Treviso Comic Book Festival ed il 1º ottobre è annunciata l’assegnazione del Premio Gran Guinigi del Lucca Comics & Games al Miglior Esordiente (tutt'e due questi ultimi vinti ex aequo con Fumettibrutti). Nel 2020 ha vinto il Premio Micheluzzi per la migliore opera prima, assegnato dal Napoli Comicon.
Nel numero 50 di luglio-agosto 2019 della rivista Artribune appare, associata ad un’intervista, la storia inedita solo Dio. Da agosto 2019 partecipa a Robinson, inserto de La Repubblica, pubblicando ogni settimana fino al giugno 2020 una tavola inedita nella rubrica Affari di ZUZU. Ad ottobre 2019 realizza la sigla del nuovo programma di Daria Bignardi, L'assedio, in onda su Nove.
Il 30 gennaio 2020 il cantautore Giovanni Truppi pubblica l'EP 5, con abbinato il libro Cinque, edito da Coconino Press, con cinque storie ispirate ai brani realizzate da altrettanti fumettisti; ZUZU disegna la storia de Il tuo numero di telefono.

A marzo 2020 è pubblicata la storia breve Red sul numero 8 della rivista antologica Now della statunitense Fantagraphics. Nello stesso mese ZUZU partecipa con numerosi altri fumettisti alla realizzazione del volume corale COme VIte Distanti, promosso dal festival Arf! per raccogliere fondi in sostegno dell’Istituto Spallanzani per la lotta alla COVID-19, e firma una delle tavole dello speciale di Robinson de la Repubblica del 28 marzo dedicato all’emergenza coronavirus. Ha illustrato la copertina del romanzo La solitudine di Matteo di Giovanni Robertini, pubblicato nel luglio 2020 da Baldini+Castoldi, e ha realizzato il manifesto dell’edizione 2020 del festival Alice nella città. Nel settembre 2020 Cheese è pubblicato in Spagna da Barbara Fiore Editora e a dicembre ZUZU partecipa al numero 141 della svizzera Strapazin con la storia breve Life Saviour. Nel maggio 2021 Cheese è pubblicato sul mercato tedesco da Edition Moderne e nel mese di giugno in lingua francese per Casterman, venendo candidato alla Sélection Officielle del Festival di Angoulême 2022.
Da dicembre 2020 a novembre 2021 pubblica la striscia settimanale Nuovo sentimento su Internazionale. Ad aprile 2021 compare Ti racconto le paturnie, racconto illustrato, nell’antologia Manifesto curata da Iacopo Barison per Fandango, con i contributi di altri nove autori tra cui Jonathan Bazzi, Michela Giraud, Tutti Fenomeni.

Nel settembre 2021 è tra i cinquantadue fumettisti italiani, partecipanti al progetto ministeriale Fumetti nei Musei, i cui disegni entrano a far parte della collezione di autoritratti degli Uffizi.
Nell'autunno 2021 Coconino Press pubblica il secondo libro di ZUZU, Giorni felici. In occasione dell'uscita del libro, il 29 ottobre Giorgio Poi pubblica l'omonimo singolo Giorni felici, di cui ZUZU realizza l'illustrazione. Il 22 febbraio 2022 Giorni felici è candidato al Premio Strega da Valeria Parrella e nel mese di agosto è pubblicato sul mercato tedesco da Edition Moderne, mentre nel maggio 2023 in Francia da Casterman e ad ottobre dello stesso anno è pubblicato in spagnolo da Barbara Fiore Editora.
Nel settembre 2022 realizza le illustrazioni per il libretto (stampato in formato leporello, cioè, in editoria, un libro od opuscolo che si apre a fisarmonica) dello spettacolo teatrale PINOCCHIOIN8PUNTATE realizzato nel contesto del progetto triennale Officina Teatro/Letteratura, promosso da quattro compagnie teatrali con la Scuola Normale Superiore di Pisa. Dalla primavera del 2023 cura la rubrica di fumetti per la settima stagione di Play Books in onda su RaiPlay, fino all’ottava e ultima stagione del programma.

Nel maggio 2023, nel numero 7 della rivista Sotto il Vulcano di Feltrinelli Editore, viene pubblicata la storia breve Sopravvivere all’amore,  e nel marzo 2024 la storia breve O così. O Pomì compare sul numero 8 de La Revue Dessinée Italia.  Nella primavera 2025 la storia breve Agnelli pasquali è pubblicata sul numero 12 de La Revue, seguita nel successivo numero estivo dalla storia I pesci, nel contesto di una rubrica animalista in collaborazione con Essere Animali, organizzazione per i diritti degli animali.
L'8 maggio 2025 Coconino Press pubblica la terza opera di ZUZU, Ragazzo, presentata in anteprima al Comicon di Napoli.

## Opere

### Libri
- Cheese, Coconino Press, 2019
- Giorni felici, Coconino Press, 2021
- Ragazzo, Coconino Press, 2025

### Albi e storie brevi
- Super Amedeo, MiBACT-Coconino Press, 2018
- Il tuo numero di telefono, in Cinque, Coconino Press, 2020
- Red, in Now n. 8, Fantagraphics, 2020
- Life Saviour, in Strapazin n. 141, 2020
- Ti racconto le paturnie, in Manifesto, Fandango Libri, 2021
- Sopravvivere all’amore, in Sotto il Vulcano n. 7, Feltrinelli, 2023
- O così. O Pomì, in La Revue Dessinée Italia n. 8, LRDI, 2024
- Agnelli pasquali, in La Revue n. 12, LRDI, 2025
- I pesci, in La Revue n. 13, LRDI, 2025

## Televisione
- Play Books (RaiPlay, 2023-2024)

## Riconoscimenti
- 2019 - Premio Satira Politica Forte dei Marmi categoria Romanzo a fumetti del Festival di Satira Politica di Forte dei Marmi per Cheese
- 2019 - Premio Cecchetto come Autore Rivelazione del Treviso Comic Book Festival per Cheese
- 2019 - Premio Gran Guinigi al Miglior Esordiente del Lucca Comics&Games per Cheese
- 2020 - Premio Micheluzzi alla Migliore opera prima del Napoli Comicon per Cheese
- 2022 - candidatura alla Sélection officielle del Festival International de la Bande Dessinée di Angoulême per Cheese
- 2022 - candidatura al Premio Strega per Giorni felici